# Bad Habit
Bad Habit è un singolo del musicista statunitense Steve Lacy, pubblicato il 29 giugno 2022 come secondo estratto dal secondo album in studio Gemini Rights.

## Descrizione
Bad Habit è un brano R&B, lo-fi e soft rock che presenta «synth funky e un basso da groove», ispirato ai repertori di Prince e Mac DeMarco.

## Video musicale
Il video musicale, diretto da Julian Klincewicz, è stato reso disponibile in concomitanza con l'uscita del singolo.

## Tracce
Testi e musiche di Steve Lacy, Diana Gordon, John Carroll Kirby, Britanny Fousheé e Matthew Castellanos.
1. Bad Habit – 3:52

## Successo commerciale
Negli Stati Uniti il singolo ha segnato il primo ingresso di Lacy nella Billboard Hot 100, debuttando nella pubblicazione del 16 luglio 2022 al 100º posto con 5,3 milioni di stream. La settimana seguente è salito al 50º posto grazie ad un aumento dell'82% delle riproduzioni in streaming. Dopo tre settimane è approdato in top ten al 7º posto con 20 milioni di stream, 10 milioni di ascoltatori raggiunti via radio e 800 download digitali. Nella pubblicazione del 3 settembre 2022 è entrato in top five al 3º posto grazie a 20,8 milioni di stream. Dopo quattro settimane trascorse al 2º posto, nella classifica datata all'8 ottobre 2022 Bad Habit ha raggiunto il vertice della Hot 100 grazie a 40,3 milioni di ascolti radiofonici, 20,4 milioni di stream e 2 000 copie digitali, facendo di Lacy il primo artista solista ad arrivare al primo posto con la sua prima entrata in classifica da Lewis Capaldi che ci riuscì nel 2019 con Someone You Loved.
Nel Regno Unito Bad Habit è diventato il primo singolo da solista del musicista ad apparire nella classifica dei singoli, debuttando al 69º posto con 6 975 unità di vendita nella pubblicazione del 21 luglio 2022. Due settimane dopo è approdato in top twenty al 18º posto con 17 771 unità, spingendosi poi fino alla 12ª posizione grazie ad ulteriori 20 867 unità nella classifica datata al 25 agosto 2022.

## Classifiche

### Classifiche settimanali
| Classifica (2022) | Posizione massima |
| ----------------- | ----------------- |
| Australia         | 3                 |
| Canada            | 10                |
| Grecia            | 25                |
| Irlanda           | 9                 |
| Islanda           | 12                |
| Lituania          | 8                 |
| Nuova Zelanda     | 2                 |
| Paesi Bassi       | 74                |
| Portogallo        | 41                |
| Regno Unito       | 8                 |
| Repubblica Ceca   | 72                |
| Singapore         | 21                |
| Slovacchia        | 44                |
| Stati Uniti       | 1                 |
| Sudafrica         | 34                |
| Svezia            | 49                |
| Svizzera          | 69                |

### Classifiche di fine anno
| Classifica (2022) | Posizione |
| ----------------- | --------- |
| Australia         | 24        |
| Canada            | 46        |
| Lituania          | 45        |
| Nuova Zelanda     | 40        |
| Regno Unito       | 58        |
| Stati Uniti       | 28        |
| Svezia            | 23        |
| Classifica (2023) | Posizione |
| Australia         | 53        |